# Blaesoxipha mombasiella
Blaesoxipha mombasiella är en tvåvingeart som beskrevs av Andy Z. Lehrer 2006. Blaesoxipha mombasiella ingår i släktet Blaesoxipha och familjen köttflugor.
Artens utbredningsområde är Kenya. Inga underarter finns listade i Catalogue of Life.